# PC Gamer
PC Gamer je časopis a internetová stránka zaměřující se na zprávy a další obsah, jako jsou například previews a recenze, ze světa počítačových her. První číslo časopisu vydalo v listopadu 1993 britské nakladatelství Future. Jeho konkurentem byl časopis PC Zone vydávaný společností Dennis Publishing, než ji roku 2004 koupilo Future. V létě roku 2024 se globálním šéfredaktorem PC Gameru stal Phil Savage, jenž na této pozici nahradil Evana Lahtiho.
V roce 1994 vyšlo první číslo americké edice PC Gameru; jeho předchůdcem byl časopis Game Players PC Entertainment společnosti GP Publications, kterou Future v roce 1994 koupilo a časopis znovuvydalo pod názvem PC Gamer. V únoru 1999 koupila společnost Future US, tehdy pojmenovaná Imagine Media, časopis PC Games a sloučila jej do PC Gameru. Sesterským časopisem byl též německý PC Player, který převzalo Future od společnosti Weka Media v červenci 1999. Od podzimu 1999 do léta 2000 vyšlo deset tištěných čísel české edice PC Gameru, přičemž poslední jedenácté bylo zveřejněno online zdarma ke stažení. Jeho vydavatelem byla Mladá fronta. Roku 2018 koupilo Future od společnosti nextmedia australský časopis PC PowerPlay a jeho články začalo publikovat na internetových stránkách PC Gameru.
PC Gamer pořádá od roku 2015 událost PC Gaming Show, jejíž první ročník se konal na veletrhu Electronic Entertainment Expo. Počínaje rokem 2020 (s výjimkou následujícího roku) je událost pořádána v digitální podobě.